# Turquía en el Festival de la Canción de la UAR
Turquía hizo su debut en el Festival Televisivo de la Canción de la UAR 2014. La emisora de Turquía, TRT, es el organizador de la entrada turca.

## Participaciones de Turquía en el Festival de la Canción UAR
| Año  | Sede     | Artista | Canción                   | Idioma | Nº de Actuación |
| ---- | -------- | ------- | ------------------------- | ------ | --------------- |
| 2014 | Macao    | maNga   | "Fazla Aşkı Olan Var Mı?" | Turco  |                 |
| 2015 | Estambul |         |                           |        |                 |

## Festivales organizados
| Año  | Localización | Lugar | Presentadores |
| ---- | ------------ | ----- | ------------- |
| 2015 | Estambul     |       |               |